# Chiara Betti
Chiara Betti (Trento, 12 marzo 2002) è una pattinatrice di short track italiana.

## Biografia
Si è messa in mostra ai Festival olimpico della gioventù europea di Sarajevo 2019, dove ha vinto l'argento nei 1000 m, dietro alla russa Petra Rusnáková.
Ai mondiali di Seul 2023 ha conquistato la medaglia di bronzo nella staffetta 2000 m mista, mentre nelle due edizioni successive la medaglia d'argento sempre nella stessa specialità.

## Palmarès

### Mondiali
- 3 medaglie:
  - 2 argenti (staffetta 2000 m mista a Rotterdam 2024; staffetta 2000 m mista a Pechino 2025).
  - 1 bronzo (staffetta 2000 m mista a Seul 2023).

### Europei
- 3 medaglie:
  - 1 oro (staffetta 3000 m a Dresda 2025).
  - 1 argento (staffetta 3000 m a Danzica 2024).
  - 1 bronzo (500 m a Dresda 2025).

### Festival olimpico della gioventù europea
- 1 medaglia:
  - 1 argento (1000 m a Sarajevo 2019).